# Cellaria bassleri
Cellaria bassleri är en mossdjursart som beskrevs av Roxanne Irene Hastings 1947. Cellaria bassleri ingår i släktet Cellaria och familjen Cellariidae.
Artens utbredningsområde är Mexikanska golfen. Inga underarter finns listade i Catalogue of Life.